# Petrus Fröling
Petrus Fröling, född 18 maj 1682 i Skönberga församling, Östergötland, död 11 februari 1768 i Skedevi församling, Östergötlands län, var en svensk präst.

## Biografi
Petrus Fröling föddes 1682 i Skönberga församling. Han var son till kyrkoherden Magnus Fröling och Elisabeth Frostenius. Fröling blev vårterminen 1703 student vid Uppsala universitet och prästvigdes 30 januari 1708 till pastorsadjunkt i Skedevi församling. Han blev 1718 kyrkoherde i församlingen efter sin fader. Fröling avled 1768 i Skedevi församling.

### Familj
Fröling gifte sig första gången 7 november 1717 med Anna Catharina Broberg (1685–1731). Hon var dotter till en tullinspektor i Stockholm. De fick tillsammans barnen, dödfött barn (död 1718), extra ordinarie prästmannen Magnus Fröling, tullskrivaren Carl Gustaf Fröling (född 1721) i Örebro och Elisabeth Ingrid Fröling som var gift med kyrkoherden N. Regnell i Vireda församling.
Fröling gifte sig andra gången 11 april 1736 med Anna Catharina Treffenberg (död 1749). Hon var dotter till regementskvartermästaren Anders Treffenberg vid Jämtlands regemente och Anna Drakenstjerna. Treffenberg var änka efter kyrkoherden Isaacus Trivallius i Vårdnäs församling.